# Mina (албум из 1964)
Mina је студијски албум италијанске певачице Мине, објављен 1964. године за издавачке куће Ri-Fi.

## Списак пјесама
1. The Nearness of You – 2:38
2. Angel Eyes – 2:24
3. Nadie me ama (Ninguém me ama) – 2:47
4. La barca – 3:09
5. Stella by Starlight – 2:26
6. Insensatez – 2:37
7. E se domani – 3:08
8. Non illuderti – 2:55
9. Sabor a mí – 3:01
10. You Go to My Head – 2:53
11. Stars Fell on Alabama – 3:16
12. Everything Happens to Me – 2:38

## Позиције на листама
| Листа (1964)              | Највиша позиција |
| ------------------------- | ---------------- |
| Италија (Musica e dischi) | 3                |